# Avlassen
Avlassen är en sjö i Rättviks kommun i Dalarna och ingår i Dalälvens huvudavrinningsområde. Sjön har en area på 0,87 kvadratkilometer och ligger 263,8 meter över havet. Sjön avvattnas av vattendraget Kolningån (Marnäsån). Vid provfiske har abborre, gädda, löja och mört fångats i sjön.

## Delavrinningsområde
Avlassen ingår i det delavrinningsområde (677284-147532) som SMHI kallar för Utloppet av Avlassen. Medelhöjden är 320 meter över havet och ytan är 17,38 kvadratkilometer. Det finns ett avrinningsområde uppströms, och räknas det in blir den ackumulerade arean 28,56 kvadratkilometer. Kolningån (Marnäsån) som avvattnar avrinningsområdet har biflödesordning 3, vilket innebär att vattnet flödar genom totalt 3 vattendrag innan det når havet efter 296 kilometer. Avrinningsområdet består mestadels av skog (87 procent). Avrinningsområdet har 0,87 kvadratkilometer vattenytor vilket ger det en sjöprocent på 5 procent.